# Loxorhynchus grandis
Loxorhynchus grandis is een krabbensoort uit de familie van de Epialtidae. De wetenschappelijke naam van de soort is voor het eerst geldig gepubliceerd in 1857 door Stimpson.